# 団野大成
団野 大成（だんの たいせい、2000年6月22日 - ）は、日本中央競馬会 (JRA)・栗東トレーニングセンター所属の騎手。
滋賀県出身。戸籍上の表記は旧字体が含まれた「團野」だが、JRAでは旧字体での登録が認められていない為、一部の地方競馬を除いて競馬中継や新聞・雑誌では新字体の「団野」に修正して表記される。

## 来歴
小学校5年生から乗馬をはじめ、中学校2年生より栗東トレーニングセンターのジュニアチームに所属し、騎手を目指した。メンバーの中には、のちに同期としてデビューする岩田望来もいた。栗東市立栗東中学校を卒業後、JRA競馬学校騎手課程に第35期生として入学。同期は岩田望来・大塚海渡・亀田温心・小林凌大・斎藤新・菅原明良。
2019年に父・団野勝が調教助手として所属する栗東・斉藤崇史厩舎からデビュー。3月17日に父が管理するタガノジーニアスで1着となり、デビュー15戦目で初勝利を挙げた。
2020年7月5日の福島競馬で落馬負傷し病院へ運ばれた。当日に騎乗予定だったバビットに内田博幸が乗り替わり、ラジオNIKKEI賞を勝利するのをベッドの上で見た。
2021年1月17日、ショウリュウイクゾで日経新春杯を勝利し、重賞初勝利を挙げた。3月7日、阪神競馬第6Rをユアヒストリーで勝利し、JRA通算100勝を達成した。また、地方指定交流競走でJRA所属馬に騎乗して1勝しており、合わせて101勝となったため見習騎手に対する減量の特典が終了した。同年9月6日〜10月18日にはニューマーケット競馬場に拠点を置く名門ロジャー・ヴァリアン厩舎を拠点にイギリス・フランスでの修行に遠征。
2022年3月19日、落馬して左足距骨を骨折。リハビリに3か月費やす。
2023年3月26日、ファストフォースで高松宮記念を勝利し、GI挑戦10回目で念願の初優勝を果たした。しかしゴール前でアグリの進路を邪魔したことで過怠金5万円を科せられた。同年7月29日、新潟8Rでスペシャルナンバーに騎乗して1着となり、現役では64人目となるJRA通算200勝を2912戦目で達成した。
2024年11月17日、マイルチャンピオンシップをソウルラッシュで制し、GI・2勝目を挙げた。この時もゴール手前で派手なガッツポーズをしたことが「適切な騎乗姿勢をとらず騎手としての注意義務を怠った」として、またしても5万円の過怠金を科せられたが、JRA公式YouTubeチャンネルでジョッキーカメラの映像とレース映像を組み合わせたショート動画が制作され、ファンからは「5万円の景色」や「5万円のガッツポーズ」と評された。
2025年7月20日、北九州記念を制するなどの成績で第35回九州競馬記者クラブ「小倉ターフ賞」を受賞。

## 人物
目標とする騎手は武豊。騎乗技術や人間性も素晴らしいが、ハングリー精神を見習いたいという。
趣味はブラックバス釣り。
2021年4月時点での騎乗依頼仲介者は元お笑い芸人・チングの吉井慎一であったが、その後競馬ブックの井上政行に交代している。

## 騎乗成績
|            | 日付           | 競馬場・開催    | 競走名             | 馬名               | 頭数 | 人気 | 着順 |
| ---------- | -------------- | --------------- | ------------------ | ------------------ | ---- | ---- | ---- |
| 初騎乗     | 2019年3月2日   | 1回小倉7日目3R  | 3歳未勝利          | トモジャパルムドル | 18頭 | 16   | 18着 |
| 初勝利     | 2019年3月17日  | 1回阪神8日目12R | 4歳以上1000万下    | タガノジーニアス   | 15頭 | 4    | 1着  |
| 重賞初騎乗 | 2020年3月14日  | 2回中山6日目11R | 中山牝馬ステークス | リュヌルージュ     | 16頭 | 14   | 2着  |
| 重賞初勝利 | 2021年1月17日  | 1回中京6日目11R | 日経新春杯         | ショウリュウイクゾ | 16頭 | 7    | 1着  |
| GI初騎乗   | 2020年11月15日 | 5回阪神4日目11R | エリザベス女王杯   | リュヌルージュ     | 18頭 | 16   | 12着 |
| GI初勝利   | 2023年3月26日  | 2回中京6日目11R | 高松宮記念         | ファストフォース   | 18頭 | 12   | 1着  |

| 年度   | 1着 | 2着 | 3着 | 騎乗数 | 勝率 | 連対率 | 複勝率 |
| ------ | --- | --- | --- | ------ | ---- | ------ | ------ |
| 2019年 | 26  | 28  | 29  | 432    | .060 | .125   | .192   |
| 2020年 | 62  | 65  | 66  | 831    | .075 | .153   | .232   |
| 2021年 | 54  | 65  | 67  | 772    | .070 | .154   | .241   |
| 2022年 | 30  | 42  | 34  | 500    | .060 | .144   | .212   |
| 中央   | 172 | 200 | 196 | 2535   | .068 | .147   | .224   |
| 地方   | 1   | 3   | 1   | 18     | .055 | .222   | .278   |

### 表彰
- 九州競馬記者クラブ「小倉ターフ賞」（2025年）

## 主な騎乗馬
- ショウリュウイクゾ（2021年日経新春杯[17]）
- ディアンドル（2021年福島牝馬ステークス）[18]
- キラーアビリティ（2022年中日新聞杯）[19]
- ファストフォース（2023年高松宮記念）[18]
- ステラリア（2023年福島牝馬ステークス）[18]
- ジャスパークローネ（2023年CBC賞、北九州記念）[18]
- ソウルラッシュ （2024年マイラーズカップ、マイルチャンピオンシップ）[18]
- ダンツエラン（2024年ファンタジーステークス）
- ヤマニンアルリフラ（2025年北九州記念）